# Andora (miasto)
Andora (kat. Andorra la Vella, hiszp. Andorra la Vieja, fr. Andorre-la-Vieille) – stolica Księstwa Andory, położona w śródgórskiej kotlinie we wschodnich Pirenejach pomiędzy Francją i Hiszpanią. W 2012 roku miasto liczyło 19 407 mieszkańców.
Jest to również nazwa parafii, która otacza miasto.
Główną gałęzią gospodarki jest turystyka, choć państwo czerpie również dochody z faktu bycia „rajem podatkowym”. Meble i brandy to produkty regionalne. W mieście rozwinął się przemysł spożywczy oraz włókienniczy.

## Geografia[5]
Andora jest położona w głównej dolinie kraju, w pobliżu zbiegu rzek Valira de Nord i Valira d’Orient, które tworzą rzekę Valira. Miasto znajduje się 11 km od granicy z Hiszpanią i 33 km od granicy z Francją. Miasto jest położone 1023 m n.p.m. Sprawia to, że Andorra la Vella jest najwyżej położoną stolicą Europy. Miasto według danych z 2012 roku liczy 19 000 mieszkańców.

## Położenie i klimat
Andora jest umiejscowiona w południowo-zachodniej części kraju, w pobliżu ujścia rzeki Valila del Norte do rzeki Valira w dolinie Gran Valira. To najwyżej położona europejska stolica. Leży na południowych stokach Pirenejów na wysokości 1023 m n.p.m., dzięki czemu stała się popularnym kurortem narciarskim. Klimat panujący w Andorze jest umiarkowany, z chłodną zimą i ciepłym, bardziej suchym latem. Temperatura waha się od około –1 °C w styczniu do około 20 °C w lipcu. Roczna suma opadów wynosi 808 mm.

## Transport
Andora położona jest stosunkowo daleko (o trzy godziny) od najbliższych lotnisk w Tuluzie, Gironie, Perpignan i Barcelonie. Jest to rezultatem małej liczby ludności i górzystego ukształtowania terenu. Miasto nie ma również stacji kolejowej. W Andorze znajduje się jednak dworzec autobusowy, z którego można dojechać do francuskiej stacji L’Hospitalet-près-l’Andorre, skąd jest bezpośrednie połączenie do Paryża. Jednak najwięcej połączeń autobusowych jest z Barceloną.

## Demografia i język
Stanowiący największą liczebnie grupę narodową w Księstwie Andory Katalończycy stanowią jedynie 33% populacji miasta Andora. Najwięcej mieszkańców miasta to Hiszpanie (43%), znaczące mniejszości narodowe to Portugalczycy (11%) i Francuzi (7%). Językiem urzędowym jest kataloński, mówi się tu również po hiszpańsku, portugalsku i francusku. Większość ludności jest wyznania katolickiego. Średnia długość życia jest wysoka – ponad 80 lat.

## Zabytki
- Casa de la Vall – kamienny budynek zbudowany ok. 1580 przez jedną z rodzin szlacheckich. Aktualnie stanowi siedzibę rządu i sądownictwa Andory. W sali posiedzeń znajduje się tzw. Szafa Siedmiu Kluczy, w której przechowywane są symboliczne klucze do siedmiu parafii Andory oraz archiwa księstwa[6].

## Miasta partnerskie
- Foix, Francja
- Sant Pol de Mar, Hiszpania
- Šid, Serbia
- Valls, Hiszpania

## Osoby związane z Andorą
- Conxita Mora Jordana – burmistrzyni miasta w latach 1998/1999–2003 i członkini Rady Generalnej
- Marc Forné Molné – w latach 1994–2005 premier Andory
- Albert Salvadó – andorski pisarz i inżynier
- Jaume Bartumeu – minister oraz premier Andory w latach 2009–2011
- Pere López Agràs – w 2011 p.o. premiera Andory